# Trelstrup Sogn
Trelstrup Sogn eller Trelstorp Sogn (på tysk Kirchspiel Drelsdorf) er et sogn i Sydslesvig, tidligere i Nørre Gøs Herred (≈ Bredsted Landskab, Bredsted Amt, indtil 1785 under Flensborg Amt), nu i kommunerne Arenshoved, Bomsted og Trelstrup i Nordfrislands Kreds i delstaten Slesvig-Holsten. 
I Trelstorp Sogn findes flg. stednavne:
- Arenshoved (også Arnshøft, delt i Lille og Store Arenshoved, på tysk: Ahrenshöft)
- Arenshoved Marsk
- Bomsted (Bohmstedt)
- Bomsted Marsk
- Fresenhof
- Hohenhørn Kro
- Jægerkro (Jägerkrug)
- Morgenstern Kro
- Nordfeld
- Petersborg
- Trelstrup eller Trelstorp (Drelsdorf)